# Mark Valley
Mark Thomas Valley (Ogdensburg, 24 dicembre 1964) è un attore ed ex militare statunitense.

## Biografia
Si è diplomato all'Accademia Militare degli Stati Uniti di West Point nel 1987. Ha partecipato alla guerra del Golfo. Ha una figlia, Sherri, nata da una precedente relazione. Nel dicembre 2008 ha sposato Anna Torv, sua collega in Fringe, e i due si sono separati dopo un anno di matrimonio.

## Carriera
Nel 2003 ha ricevuto una nomination ai Teen Choice Awards come miglior personaggio televisivo.
Nel 2006 ha ottenuto una nomination ai Screen Actors Guild Awards per la migliore performance di gruppo nella serie tv Boston Legal.

## Filmografia

### Cinema
- The Innocent, regia di John Schlesinger (1993)
- Attacco al potere (The Siege), regia di Edward Zwick (1998)
- Sai che c'è di nuovo? (The Next Best Thing), regia di John Schlesinger (2000)
- Jericho, regia di Merlin Miller (2000)
- Big Time, regia di Jerry Heiss e Sean McHugh (2001)
- Live! - Ascolti record al primo colpo (Live!), regia di Bill Guttentag (2007)
- Stolen, regia di Simon West (2012)
- Zero Dark Thirty, regia di Kathryn Bigelow (2012)
- Il figlio sconosciuto (Lost Boy), regia di Tara Miele (2015)
- Gun Shy - Eroe per caso (Gun Shy), regia di Simon West (2017)

### Televisione
- Destini (Another World) – serie TV (1993)
- Vanishing Son IV, regia di John Nicolella – film TV (1994)
- Breast Men, regia di Lawrence O'Neil – film TV (1997)
- George Wallace, regia di John Frankenheimer – film TV (1997)
- Il tempo della nostra vita (Days of Our Lives) – serie TV, 36 episodi (1994-1997)
- Un detective in corsia (Diagnosis: Murder) – serie TV, 1 episodio (2000)
- Running Mates, regia di Ron Lagomarsino – film TV (2000)
- Ancora una volta (Once and Again) – serie TV, 5 episodi (2000-2001)
- E.R. - Medici in prima linea (ER) – serie TV, 5 episodi (2000-2003)
- Pasadena – serie TV, 13 episodi (2001-2005)
- Keen Eddie – serie TV, 13 episodi (2003-2004)
- Boston Legal – serie TV, 70 episodi (2004-2007)
- Law & Order - Unità vittime speciali (Law & Order: Special Victims Unit) - serie TV, episodio 9x09 (2007)
- Business Class, regia di Adam Bernstein – film TV (2007)
- Fringe – serie TV, 13 episodi (2008)
- Human Target – serie TV, 25 episodi (2010-2011)
- Harry's Law – serie TV, 21 episodi (2011-2012)
- Are You There, Chelsea? – serie TV, episodio 1x12 (2012)
- Body of Proof – serie TV, 13 episodi (2012-2013)
- Crisis – serie TV, 8 episodi (2014)
- CSI - Scena del crimine (CSI) – serie TV, 5 episodi (2001-2015)

## Doppiatori italiani
Nelle versioni in italiano delle opere in cui ha recitato, Mark Valley è stato doppiato da:
- Francesco Prando in Keen Eddie, Crisis, Are You There, Chelsea?
- Vittorio De Angelis in Boston Legal, Fringe
- Luca Ward in Human Target, Harry's Law
- Mauro Gravina in Attacco al potere
- Franco Mannella in E.R. - Medici in prima linea
- Riccardo Rossi in CSI - Scena del crimine (ep. 1x13)
- Stefano Benassi in CSI - Scena del crimine (st. 15)
- Andrea Lavagnino in Law & Order - Unità vittime speciali
- Alessio Cigliano in Body of Proof
- Edoardo Stoppacciaro in Stolen
- Roberto Pedicini in Bloodline
- Manfredi Aliquò in Live!
- Paolo Maria Scalondro in Hawaii Five-0